# Bray Unknowns
Der Bray Unknowns Football Club war eine irische Fußballmannschaft. In den Anfangsjahren der League of Ireland gehörte sie 19 Spielzeiten der höchsten Spielklasse an.

## Geschichte
Die Bray Unknowns wurden im Jahr 1903 gegründet. Der Verein wurde 1924 erstmals gemeinsam mit dem Fordsons FC anstatt Midland Athletic und Shelbourne United in die League of Ireland aufgenommen. In den ersten fünf Spielzeiten trat die Mannschaft in Woodbrook an, ab 1929 trug die Mannschaft ihre Heimspiele im 1862 eröffneten Carlisle Ground aus. 
Größter Erfolg der Bray Unknowns in der Meisterschaft war in der Spielzeit 1936/37 das Erreichen des vierten Tabellenplatzes, punktgleich mit Vizemeister Dundalk FC und dem Dritten Waterford FC, nachdem die Mannschaft in der Vorsaison noch Tabellenletzter gewesen war. In den folgenden Jahren rutschte die Mannschaft wieder ins Tabellenmittelfeld ab. Nach drei letzten Plätzen in Serie wurde der Klub am Ende der Spielzeit 1942/43 nicht mehr wiedergewählt und spielte fortan nur noch im lokalen Ligabereich außerhalb der League of Ireland. 
1944 wurde die professionelle Fußballabteilung aufgelöst und fortan nur noch im Amateurbereich gespielt. Im Jahr 1973 schloss sich der Verein mit dem Lokalrivalen Bray Wanderers zusammen, die selbst bereits zehn Jahre zuvor 1963 den Spielbetrieb eingestellt hatten, und spielen seitdem unter dessen Namen wieder Profifußball.